# Endemol Shine Iberia
Endemol Shine Iberia S.L.U. es un grupo de compañías de producción de televisión en España y Portugal que forma parte del grupo internacional Banijay Group.
El catálogo de programas y series de televisión de Endemol Shine Iberia incluye las versiones locales de Gran Hermano, Gran Hermano VIP, Gran Hermano Dúo, Secret Story: La casa de los secretos, Lotta Hermano, Masterchef, La isla, Me resbala, Maestros de la costura, Secret Story Portugal, La Voz Portugal, Atrapa un millón, ¡Boom!, ¡Ahora caigo!, The Wall: Cambia tu vida, El gran reto musical, 100% únicos, así como series televisivas como Amar es para siempre, Isabel, Sin identidad, La catedral del mar, Skam España y Virtual Hero además de formatos propios tales como Tu cara me suena, Tu cara no me suena todavía, Operación Triunfo, Fama, ¡a bailar!, All you need is love... o no, El Puente.

## Compañías
- Diagonal TV
- Gestmusic
- Zeppelin TV
- Shine Iberia
- Endemol Portugal
- Tuiwok Estudios[2]